# Lijst van burgemeesters van Kortenhoef
Dit is een lijst van burgemeesters van de voormalige Nederlandse gemeente Kortenhoef (provincie Noord-Holland) tot die gemeente op 1 augustus 1966 samen met Ankeveen opging in de gemeente 's-Graveland.
| Ambtsperiode | Naam burgemeester                | Partij of stroming | Bijzonderheden |
| ------------ | -------------------------------- | ------------------ | --- |
| 18?? - 18??  | J. Stadelaar                     |                    | was maire-adjunct van Loosdrecht                                                                                      |
| 1817 - 1844  | mr. Johan Sanderson              |                    | schout/burgemeester                                                                                                   |
| 1844 - 1892  | M.C. van Pellecom                |                    | tevens burgemeester van 's-Graveland (1851-1892) en Ankeveen (1852-1892)                                              |
| 1892 - 1904  | Chr.J. van Walchren              |                    | |
| 1905 - 1935  | J. Warmolts                      |                    | |
| 1936 - 1951  | Jacob Evert van Nes van Meerkerk |                    | |
| 1949 - 1964  | Derk (D.) Wildeboer              |                    | tot 1952 en vanaf 1-12-1959 waarnemend                                                                                |
| 1964 - 1966  | Jan Diderik Jansen               | CHU                | tevens burgemeester van 's-Graveland en Ankeveen, eerder burgemeester van 's-Gravenpolder, Nisse en 's-Heer Abtskerke |